# Dickson-Klubben
Dickson-Klubben, en sammanslutning mellan de tre främsta pristagarna i tävlingen om Dicksonpokalen, bildades 1921 med John Zander som ordförande och Kristian Hellström som sekreterare och kassör.
Klubben har årligen till tävlingen om Dicksonpokalen skänkt uppmuntringspris som tillfallit någon yngre och lovande löpare. De första åren uppsattes även ledarpris för att stimulera farthållningen under loppet. Dickson-klubben har även arrangerat tävlingar för sina medlemmar, företrädesvis i bowling.